# Vălișoara (gmina w okręgu Hunedoara)
Vălișoara – gmina w Rumunii, w okręgu Hunedoara. Obejmuje miejscowości Dealu Mare, Săliștioara, Stoieneasa i Vălișoara. W 2011 roku liczyła 1197 mieszkańców.